# لاونا جانکشن (ویسکانسین)
لاونا جانکشن (به انگلیسی: Laona Junction) یک منطقهٔ مسکونی در ایالات متحده آمریکا است که در شهرستان فارست، ویسکانسین واقع شده‌است. لاونا جانکشن ۴۷۰ متر بالاتر از سطح دریا واقع شده‌است.